# 캐서린 잭슨
캐서린 에스더 잭슨(영어: Katherine Esther Jackson, 1930년 5월 4일 ~ )은 미국의 가수 마이클 잭슨의 어머니다. 조지프 잭슨과 1949년 결혼해 10명의 자녀를 낳았다. 이들 중 여덟째인 마이클 잭슨과 막내인 자넷 잭슨이 포함되어 있다.

## 자녀
- 장녀 래비 잭슨 (1950년 ~ )
- 장남 재키 잭슨 (1951년 ~ )
- 차남 티토 잭슨 (1953년 ~ 2024년)
- 3남 저메인 잭슨 (1954년 ~ )
- 차녀 라토야 잭슨 (1956년 ~ )
- 4남 말론 잭슨 (1957년 ~ )
- 5남 브란도 잭슨 (1957년 ~ 1957년)
- 6남 마이클 잭슨 (1958년 ~ 2009년)
- 7남 랜디 잭슨 (1961년 ~ )
- 3녀 자넷 잭슨 (1966년 ~ )